# Ingrid Andersen
Ingrid Andersen (sinh năm 1965) là một nhà thơ người Nam Phi.
Andersen sống ở Johannesburg phần lớn cuộc đời, làm việc ở Grahamstown ở Đông Cape trong năm năm và chuyển đến KwaZulu-Natal Midlands vào năm 2007.
Bà làm việc như một nhà báo công chúng trong những năm 1980, thời của nhà hát phản kháng chính trị, tại Nhà hát Chợ và PACT, và các nhà hát khác. Khi Nam Phi bắt đầu xây dựng lại sau cuộc bầu cử dân chủ đầu tiên, Andersen đã tích cực hoạt động phát triển cộng đồng, với tư cách là Giám đốc điều hành của Hiệp hội vô gia cư Rosebank và sau đó là Giám đốc tham gia cộng đồng tại Đại học Rhodes. Bà làm việc tại Đại học KwaZulu Natal về vận động nhân quyền, chữa bệnh và hòa giải, đặc biệt tập trung vào Dự án Thay thế cho Bạo lực.
Tập thơ đầu tay của Andersen, Excision, đã được ra mắt tại Liên hoan nghệ thuật quốc gia năm 2005. Tác phẩm đã được nhận xét trên Wordstock, tờ báo WordFest của Liên hoan nghệ thuật, là "được sáng tác kỹ càng, luật lệ chặt chẽ và súc tích... một tập thơ đầu tay mạnh mẽ chứa các phác thảo nhạy cảm và sâu sắc... Andersen sử dụng cây bút của mình với độ chính xác ngang phẫu thuật "(Warren 2005).
Trong mười lăm năm qua, những bài thơ của bà đã xuất hiện trên các tạp chí văn học Nam Phi, bao gồm Imprint, Green Dragon, Aerial, Slugnews, Carapace và New Coin. Andersen đã trình bày các tác phẩm của mình tại WordFest vào năm 2004 và 2005, cũng như tại Liên hoan nghệ thuật Hilton năm 2009. Cô nhớ lại sự hướng đạo của Lionel Abrahams với sự yêu mến tại các lớp học của ông vào đầu những năm 1990.  Piecework, tập thơ thứ hai của bà, được Modjaji Books xuất bản, dự kiến ra mắt vào năm 2010.
Andersen là biên tập viên của Incwadi, một tạp chí thơ và nhiếp ảnh trực tuyến của Nam Phi.

## Sách tham khảo
- LitNet: 20 tháng 12 năm 2005: Michelle McGrane trong cuộc trò chuyện với Ingrid Andersen Lưu trữ ngày 14 tháng 10 năm 2006 tại Wayback Machine
- "Bốn nhà thơ EC mới mạnh mẽ". Công văn thứ bảy ngày 2 tháng 7 năm 2005. p.   14
- Warren, Pha lê. "Ra ngoài thế giới" Wordstock, ngày 7 tháng 7 năm 2005. p 2